# Risco (Badajoz)
Risco es un municipio español, perteneciente a la provincia de Badajoz, comunidad autónoma de Extremadura.

## Situación
Está situado entre Garlitos y Sancti-Spíritus: pertenece a la comarca de La Siberia y al Partido judicial de Herrera del Duque.

## Historia
En 1594 formaba parte de la Tierra de Capilla en la Provincia de Trujillo.
A la caída del Antiguo Régimen la localidad se constituye en municipio constitucional en la región de Extremadura. Desde 1834 quedó integrado en el Partido judicial de Puebla de Alcocer. En el censo de 1842 contaba con 56 hogares y 216 vecinos.

## Demografía
Risco cuenta con una población de 127 habitantes (INE 2024).
| Gráfica de evolución demográfica de Risco entre 1842 y 2021                                                           |
| |
| Población de derecho según los censos de población del INE. Población de hecho según los censos de población del INE. |

## Monumentos
A día de hoy Risco cuenta con varios monumentos de interés, como es la Parroquia de San Blas, en la archidiócesis de Toledo, situada en el centro de la localidad y construida allá por el siglo XVIII. También cuenta con la Ermita de Nuestra Señora de la Buena Dicha y la Ermita de San Isidro, situada en la finca "El Mato" y de reciente construcción.

## Cultura
En cuanto a la oferta cultural, Risco cuenta con biblioteca pública, donde poder consultar cualquiera de los libros que componen su amplio catálogo. También dispone de servicio de préstamos previa autenticación como usuario de la misma. También dispone de casa de la cultura en la que en numerosas ocasiones tienen lugar exposiciones u otros eventos de diversa índole. Por último, cuenta también con un Telecentro, que provee de acceso gratuito a internet de alta velocidad a todas aquellas personas que estén interesadas en este servicio.

## Deportes
La pequeña localidad dispone de pista polideportiva pública en la que poder practicar deportes como tenis, fútbol sala o baloncesto. Además, 
desde 2009 también cuenta con piscina municipal, ubicada en la finca "El Mato", que permanece abierta durante el periodo estival. En 2013 se incorporó a la oferta deportiva del municipio una pista de pádel, situada también en la finca "El Mato".

## Festividades
Las fiestas patronales en honor a San Blas son el  3 de febrero. El 22 de agosto se celebran la Virgen de la Buenadicha.